# Euphrasia nivalis
Euphrasia nivalis är en snyltrotsväxtart som beskrevs av Günther von Mannagetta und Lërchenau Beck. Euphrasia nivalis ingår i släktet ögontröster, och familjen snyltrotsväxter. Inga underarter finns listade i Catalogue of Life.